# Philippe III. de Croÿ

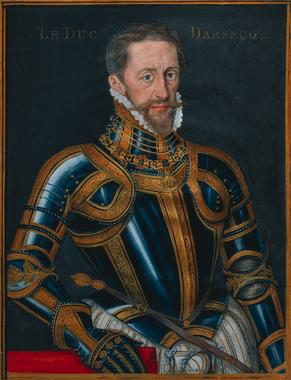
Philippe de Croÿ

Philippe III. de Croÿ (* 10. Juli 1526 in Valenciennes; † 11. Dezember 1595 Venedig) war ab 1551 3. Herzog von Aarschot, 4. Reichsfürst von Chimay und 4. Graf von Beaumont und ab 1567 Graf von Porcéan sowie später Statthalter von Flandern. Er war ein Führer des römisch-katholischen Adels in den Spanischen Niederlanden.

## Leben
Philippe III. entstammte einer reichen und alten Adelsfamilie aus der Picardie, dem Hause Croÿ, und war jüngerer Bruder des Charles II. de Croÿ, durch dessen Tod 1551 er auch seine Titel erlangte.
Anschließend nahm er an den Kriegen gegen Frankreich (1557–1558) teil. Als sich viele Adelige gegen Antoine Perrenot de Granvelle wandten, wurde dieser von Croÿ unterstützt. Der spanische König Philipp II. ernannte Croÿ 1565 zum Vorsitzenden des Staatsrats. Von diesem Zeitpunkt an wurde Croÿ zum Gegner Wilhelm I. von Oranien-Nassau und unterstützte die spanischen Bemühungen, die Herrschaft über die Siebzehn Provinzen zurückzugewinnen. Im Jahr 1567 erbte er von seinem Cousin Antoine III. de Croÿ die Grafschaft Porcéan. Er billigte jedoch nicht das radikale Vorgehen des Fernando Álvarez de Toledo, Herzog von Alba, und wirkte 1576 entscheidend an der Genter Pazifikation mit. 1577 setzte sich Croÿ für die Ernennung von Erzherzog Matthias zum Generalstatthalter der Niederlande ein, musste aber erkennen, dass dieser lieber mit Croÿs Gegner, Wilhelm von Oranien, zusammenarbeitete. Croÿ wandte sich allmählich wieder der spanischen Seite zu.

## Ehe und Nachkommen
Philippe III. heiratete am 24. Januar 1558 auf Schloss Comines Jeanne Henriette d’Halewyn (* 29. September 1544, † 6. Dezember 1581 in Bergen, Hainault), Tochter von Jean III. d’Halewyn, Vicomte de Nieuwpoort und der Jossine de Lannoy, mit der er folgende Kinder hatte:
- Charles III. de Croÿ (* 11. Juli 1560 auf Schloss Beaumont; † 16. Januar 1612 in Beaufort-en-Artois), 4. Herzog von Aarschot, 5. Fürst von Chimay, 3. Fürst von Porcéan, Marquis de Montcornet, 5. Graf von Beaumont, 1594 Reichsfürst, 1598 Herzog von Croy ⚭ (I, 14. September 1580) Marie de Brimeu (* 1550; † 18. April 1605), Gräfin von Meghem und Baronin von Humbercourt, Tochter von Georges de Brimeu, Seigneur de Querrieu (Haus Brimeu), und der Anna von Walthausen; ⚭ (II, 18. Dezember 1605 in Mons) Dorothée de Croÿ (* 1585 in Aerschot; † 1661), Tochter von Charles Philippe de Croÿ, 1. Marquis d’Havré und Reichsfürst und der Diane de Dompmartin-Fontenoy, Comtesse de Fontenoy-le-Château
- Anne de Croÿ (* 4. Januar 1564 auf Schloss Beaumont; † 26. Februar 1635 in Enghien), Erbin des Herzogtums Aarschot ⚭ Karl, Fürst von Arenberg (* 1550; † 1616)
- Marguerite, Dame d’Halewyn et de Comines (* 11. Oktober 1568; † 1614) ⚭ (I) Pierre II. de Hénin-Liétard, Comte de Boussu († 1598) (Haus Hénin); ⚭ (II) Wratislaw, Graf von Fürstenberg (1584 † 1631)

Nach dem Tod seiner ersten Frau heiratete er am 1. Mai 1582 Jeanne de Blois-Trélon († 1605), Tochter von Louis II. de Blois, Seigneur de Trélon, und der Charlotte d’Humières.